# نيل سومرفيل
نيل سومرفيل هو سياسي بريطاني، ولد في 15 مايو 1973 في Aughnacloy, County Tyrone ‏ في المملكة المتحدة. نشط حزبياً في حزب ألستر الوحدوي. وقد انتخب عضو الجمعية التشريعية الرابعة لأيرلندا الشمالية ‏ عن دائرة فيرماناغ وتيرون الجنوبية ‏ وقد انضم خلال فترته النيابية ‏ (30 يونيو 2015 – 25 يناير 2016) للكتلة البرلمانية حزب ألستر الوحدوي.